# Tanychela aurea
Tanychela aurea är en stekelart som beskrevs av Henry Keith Townes, Jr. 1971. Tanychela aurea ingår i släktet Tanychela och familjen brokparasitsteklar. Inga underarter finns listade i Catalogue of Life.